# Haplodrassus nojimai
Haplodrassus nojimai är en spindelart som beskrevs av Takahide Kamura 2007. Haplodrassus nojimai ingår i släktet Haplodrassus och familjen plattbuksspindlar. Inga underarter finns listade i Catalogue of Life.